# Karol z Sezze
Karol z Sezze OFM, wł. Carlo da Sezze, właśc. Giancarlo Marchionne (ur. 19 października 1613 w Sezze, zm. 6 stycznia 1670 w Rzymie) − włoski franciszkanin z gałęzi reformackiej, święty Kościoła katolickiego, autor dzieł mistycznych.

## Życiorys
Giancarlo Marchionne przyszedł na świat w rodzinie Riggero i Antoniny zd. Maccioni w Sezze w Latinie. Ucząc się w szkole podstawowej, po bliżej nieopisanym przez biografów sporze z nauczycielem, został przez rodziców wysłany do pracy w polu. 18 maja 1636 wstąpił do rzymskiej prowincji franciszkanów reformatów. Śluby wieczyste złożył 18 lub 19 maja 1637, przyjmując imię Karol.
Pracował jako brat laik (kuchnia, refektarz, furta klasztorna, ogród, kwesta). W pewnym momencie do prostych prac wykonywanych w klasztorze doszła działalność literacka, stanowiąca swego rodzaju ewenement, biorąc pod uwagę słabe wykształcenie zakonnika. Pozostawił autobiografię i dziełka z zakresu teologii mistycznej. Po rady zwracali się do niego przedstawiciele kleru i arystokracji rzymskiej. Za życia został obdarzony mistycznym darem przebicia serca przez promień bijący z Hostii w czasie adoracji eucharystycznej podczas podniesienia. Wydarzenie to miało miejsce w październiku 1648 w rzymskim kościele San Giuseppe a Capo le Case. Jedyny taki przypadek potwierdzony przez Stolicę Świętą w procesie beatyfikacyjnym.
Jako zakonnik przebywał w następujących klasztorach franciszkańskich:
- Klasztor św. Franciszka w Nazzano
- Klasztor Santa Maria Seconda w Morlupo
- Klasztor Santa Maria delle Grazie w Ponticelli
- Klasztor św. Franciszka w Palestrinie
- Klasztor św. Piotra w Carpineto Romano
- Klasztor św. Piotra w Montorio
- Klasztor św. Franciszka "a Ripa" w Rzymie

Między 1640 a 1642 krótko przebywał w klasztorach św. Jana Chrzciciela w Piglio i św. Franciszka w Castelgandolfo. Święty podróżował również do Urbino, Neapolu, Spoleto i innych miast italskich.
Przepowiedział pontyfikaty: Aleksandra VII, Klemensa IX, Klemensa X i Klemensa XI.

## Dzieła
Ważniejsze dzieła mistyka to:
- Traktat trzech dróg, w którym autor przedstawił trzy drogi, jakimi Bóg prowadził go do siebie: oczyszczająca, oświecenia i zjednoczenia
- Wewnętrzna droga duszy, gdzie opisał etapy doskonalenia się w sensie duchowym
- Nowenna przed Bożym Narodzeniem
- Nowenna przed uroczystością Narodzenia NMP
- Sacro Settenario
- Traktat o życiu Jezusa Chrystusa
- Wielkość Bożych dzieł miłosierdzia

## Kult
Zaraz po śmierci Karola rozpoczęto proces kanonizacyjny. Grób otoczyła sława świętości. Problemy w szybkim przeprowadzeniu procesu nastąpiły w chwili wydalenia z zakonu klarysek rodzonej siostry Karola. W sprawę zaangażowały się dykasterie Kurii Rzymskiej. Proces beatyfikacyjny zakończono dopiero w 1636. Beatyfikacja nastąpiła za pontyfikatu papieża Leona XIII w Rzymie 22 stycznia 1882. Kanonizacji dokonał papież Jan XXIII 12 kwietnia 1959. Jest współpatronem miasta Sezze i włoskiej diecezji Latina-Terracina-Sezze-Priverno.
W Sezze istnieje Instytut Studiów im. Św. Karola Sezze, zajmujący się m.in. badaniami nad twórczością zakonnika. W 2009 relikwie świętego przeniesiono z Rzymu do Sezze.